# Tablat
Tablat (em árabe: تابلاط) é uma comuna localizada na província de Médéa, Argélia. De acordo com o censo de 2008, a população total da cidade era de 27 919 habitantes.